# Sambuca (arma)

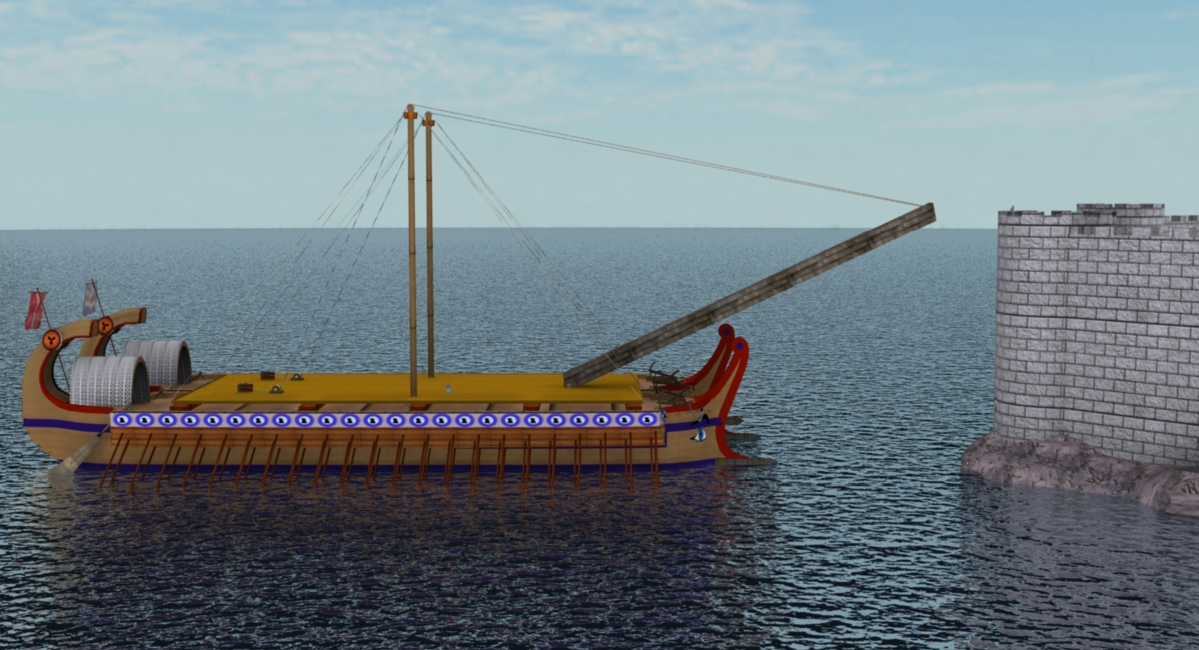
Reconstrucción de una sambuca griega.

La sambuca fue un arma de asedio naval inventada por Heráclides de Tarento y usada por primera vez, sin éxito, por Marco Claudio Marcelo durante el asedio romano de Siracusa el año 213 a. C. Su nombre significa ‘arpa’, por su semejanza con un arpa triangular de cuatro cuerdas llamada sambuca (σαμβύκη en griego, del arameo abbekhā).
También fue utilizada sin éxito por Mitrídates VI Eupator en su asedio a Rodas el 88 a. C. El arma se instaló en dos navíos unidos entre sí y consistía en torres entre las que se elevaba un puente para el asalto. La sambuca tenía dispositivos de embestida y proyectiles como parte de su batería ofensiva. Durante su despliegue, antes de poder transportar a los soldados, se derrumbó, lo que supuso el comienzo de una derrota en su intento de tomar Rodas, desembocando en la derrota del rey.
Quince años después, Mitrídates volvió a usar el arma en su infructuoso ataque a Cícico.

## En la cultura popular
El asedio de Rodas fue caricaturizado en el libro La corona de hierba (1991) de Colleen McCullough.